# Valerianella palmeri
Valerianella palmeri är en kaprifolväxtart som beskrevs av Dyal. Valerianella palmeri ingår i släktet klynnen, och familjen kaprifolväxter. Inga underarter finns listade i Catalogue of Life.